# Franz Arndts
Heinrich Franz Arndts (* 20. Oktober 1864 in Berlin; † nach 1932) war Senatspräsident beim Reichsgericht.

## Leben
Franz Arndts wurde als Sohn des späteren Geheimen Justizraths in Leipzig Fritz Arndts und dessen Ehefrau Anna Zedler in Berlin geboren und katholisch getauft. Er legte 1887 die erste Staatsprüfung mit der Note „bestanden“ ab, die zweite 1893. Er wurde im selben Jahr Assessor. 1895 wurde er als Amtsrichter in Kosten tätig und heiratete im selben Jahr in Berlin Marie Tappenbeck. 1899 wurde er zum Rat am Landgericht Prenzlau ernannt, an welchem Ort auch seine Tochter Franziska Jenny Caroline Arndts (6.11.1899–1990) geboren wurde, und wurde 1904 Hilfsrichter beim Kammergericht. Die übrigen gemeinsamen Kinder waren Friedrich Ludwig (Arzt 25.1.1897 – 8.2.1977), Annemarie (Nonne 27.11.1898 – 7.4.1977), Johannes (Rechtsanwalt 10.7.1904 – 15.5.1979), Elisabeth (21.7.1906 – 5.4.1979) und waren teils mit Richtern vermählt, die Enkel wuchsen in Leipzig bzw. München auf und überleb(t)en ihre Eltern teils 50 Jahre. Nach einem Intermezzo 1905 als Hilfsrichter beim Landgericht Berlin II wurde er 1906 Kammergerichtsrat. 1912 kam er als Hilfsrichter in den VI. Zivilsenat des Reichsgerichts. Am Neujahrstag 1914 wurde er Reichsgerichtsrat. Er war danach im IV., VII. und V. Zivilsenat tätig. 1925 wurde er Senatspräsident des II. Strafsenats und 1928 des IV. Zivilsenats. Er trat wegen Erreichens der Altersgrenze am 1. Februar 1933 in den Ruhestand.
Er war Mitglied der Studentenverbindung Albingia Freiburg im Breisgau.